# Kiełkuty
Kiełkuty (dawniej Stare Kiełkuty, niem. Alt Kelken) – wieś w Polsce położona w województwie warmińsko-mazurskim, w powiecie ostródzkim, w gminie Małdyty.

## Nazwa
Pierwotna nazwa Kellekulle najprawdopodobniej wywodzi się od imienia Prusa – Kelle.
Miejscowość bywa mylona ze Starymi Kiejkutami.

## Historia

### Wczesna historia

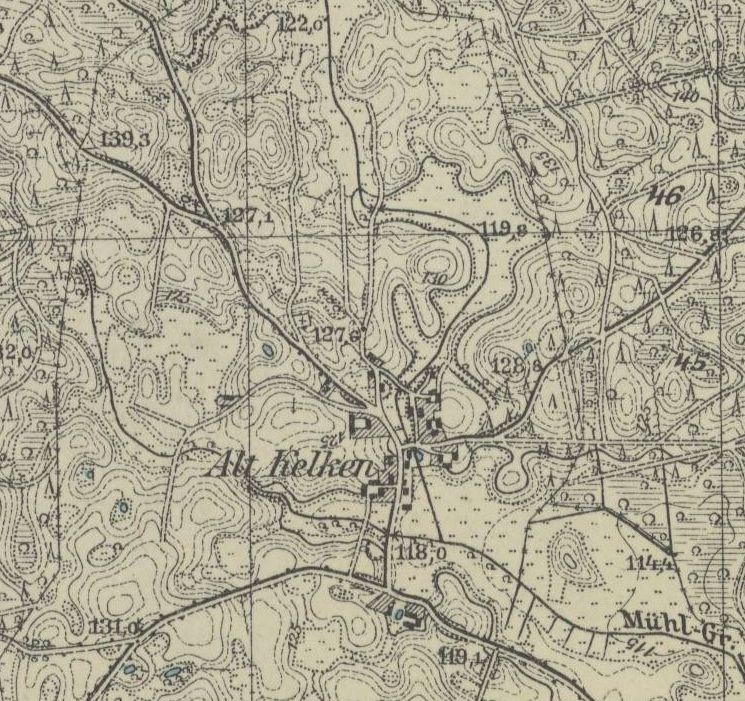
Fragment mapy z 1930 — okolice Hagenau (dziś Chojnik) — przedstawiający otoczenie Kiełkut (Alt Kelken i punkt 119,8 m n.p.m.

Wydłużony grób kurhanowy odnaleziono po raporcie ucznia O. Wichmanna 8 maja 1937 na północny zachód od Kiełkut w pobliżu nieistniejącej już miejscowości Friedrichshof.
Jama osadnicza z wczesnej epoki żelaza na południe od miejsca oznaczonego na mapie wysokością 119,8 m n.p.m została zbadana przez Erwina Gehrmanna w dniu 31 stycznia 1937 roku. Gehrmann znalazł też w Kiełkutach niesprecyzowane odłamki dwa lata wcześniej - 17 września 1935 roku . Erwin Gehrmann był nauczycielem (niem. Studienrat) w szkole średniej Herderschule w Morągu (po II wojnie światowej LO im. Leona Kruczkowskiego, dziś Zespół Szkół Licealnych) i lokalnym opiekunem-miłośnikiem starożytności (niem. Pfleger).
Odłamki pochodzące z okresu między wczesną epoką żelaza a Cesarstwem Rzymskim odkryto podczas oficjalnego badania w niesprecyzowanych okolicach Kiełkut 17 października 1935. Zdaniem archeologa Adama Cieślińskiego, znalezisko najprawdopodobniej trafiło do Muzeum Prus w Królewcu (niem. Prussia-Museum).
W Kiełkutach znaleziono też fragmenty ceramiczne datowane na wiek IX–XIV.

### 1300–1945
Wieś wzmiankowana w dokumentach z roku 1359 jako wieś pruska na 10 włókach.
W roku 1448 Kiełkuty opisane były jako wieś płużna (niem. Hakendorf) w rejestrze odsetkowym morąskiego komornictwa (niem. Kammeramt).
W roku 1782 we wsi odnotowano 8 domów (dymów). W 1820 we wsi było 9 dymów (domów) i 32 dusz (mieszkańców), natomiast w 1858 w 13 gospodarstwach domowych było 89 mieszkańców.
W latach 1937–1939 było 80 mieszkańców.

### 1945 do dziś
Wieś znalazła się w granicach Polski po zakończeniu II wojny światowej.
Do roku 1975 wieś Stare Kiełkuty należała do powiatu morąskiego, gmina Małdyty, poczta Dobrocin.
Nowe Kiełkuty w 1973 wymieniane są jako niezamieszkany przysiółek. Prawdopodobnie po tym okresie, na skutek zaniku Nowych Kiełkut, Stare Kiełkuty zmieniły nazwę na Kiełkuty (nie było potrzeby rozdzielania na dwie osady o innej nazwie).
W latach 1975–1998 miejscowość administracyjnie należała do województwa olsztyńskiego.

## Przyroda
Wieś otoczona jest z trzech stron Lasami Dobrocińskimi. Na zachód od wsi położone jest jezioro Łążka.